# آلین آن مک‌لری
آلین آن مک‌لری (انگلیسی: Allyn Ann McLerie; ۱ دسامبر ۱۹۲۶ – ۲۱ مهٔ ۲۰۱۸) هنرپیشه، خواننده، رقصنده اهل ایالات متحده آمریکا بود.
از فیلم‌ها یا برنامه‌های تلویزیونی که وی در آن نقش داشته‌است می‌توان به مگر آن‌ها اسب‌ها را خلاص نمی‌کنند؟ اشاره کرد.